# James Maxwell (9e baron Farnham)
Pour les articles homonymes, voir James Maxwell et Maxwell.
James Pierce Maxwell, 9e baron Farnham (1813 - 26 octobre 1896) est un pair irlandais, baronnet de la Nouvelle-Écosse et député.

## Biographie
Il est le fils de Henry Maxwell (6e baron Farnham) et d'Anne Butler. Il devient député du comté de Cavan le 17 février 1843. En tant que lieutenant-colonel du 97e régiment d'infanterie, il est grièvement blessé pendant la guerre de Crimée.
À la mort de son frère, il devient le 4 juin 1884 le 9e baron Farnham, et plus tard l'année suivante, le 4 décembre 1885, il succède à son cousin éloigné comme 12e baronnet de Calderwood. Il est décédé célibataire et est remplacé par son neveu, Somerset Henry Maxwell.